# هاري بارتليت
هاري بارتليت (بالإنجليزية: Harry Bartlett)‏ هو فلاح ورسام وسياسي أسترالي وبريطاني (وحمل سابقاً جنسية المملكة المتحدة لبريطانيا العظمى وأيرلندا)، ولد في 6 يناير 1835، وتوفي في 8 يوليو 1915. انتخب عضو مجلس النواب جنوب أستراليا من الجمعية عن دائرة Electoral district of Yorke Peninsula ‏ وقد انضم خلال فترته النيابية (22 مارس 1887 – 24 أبريل 1896)  للكتلة البرلمانية مستقل.